# Jean Lochhead
Jean Lochhead (* 24. Dezember 1946) ist eine ehemalige britische Mittel- und Langstreckenläuferin.

## Leben
Dreimal wurde sie walisische Meisterin im Crosslauf (1967, 1974 und 1975). Außerdem wurde sie von 1973 bis 1975 jeweils dreimal in Folge walisische Meisterin im 800-, 1500- und 3000-Meter-Lauf.
Von 1967 bis 1984 startete sie für Wales fünfmal beim Cross der Nationen (mit einem achten Rang 1972 als bester Platzierung) und zehnmal bei den Crosslauf-Weltmeisterschaften 1973 in Waregem (als bester Platzierung).
1979 siegte sie beim Three Peaks Race, als Frauen erstmals an dem traditionsreichen Berglauf über die Yorkshire Three Peaks teilnehmen durften. 1982 gewann sie den Berlin-Marathon in 2:47:05 h.
Jean Lochhead ist als Alterssportlerin mittlerweile vor allem im Orientierungslauf aktiv.